# Anna Marie Dobbins
Anna Marie Dobbins (* 29. Januar 1991 in Birmingham, Jefferson County, Alabama) ist eine US-amerikanische Schauspielerin und Tänzerin.

## Leben
Dobbins wurde am 29. Januar 1991 in Birmingham als Tochter von Barry und Linda Dobbins geboren. Sie hat einen Bruder. Bereits während ihrer Kindheit begann sie mit dem Tanz. Als sie vier Jahre alt war, eröffnete ihre Mutter mit dem Linda Dobbins Dance Studio ein eigenes Tanzstudio. Mit 13 wuchs in ihr der Berufswunsch der Schauspielerin. Bis zum Alter von 15 wurde sie von einer lokalen Agentur vertreten, schloss sich dann aber Jpervis Talent Agency an. Ein Studium am Birmingham Southern College konnte sie sich dank eines Tanzstipendiums finanzieren. Nach dreieinhalb Jahren verließ sie das College mit einem Bachelor of Arts in Tanz und Choreografie. Anschließend zog sie nach Los Angeles. Erste Nebenrollen hatte Dobbins 2010 in Lifted und 2011 Footloose. Es folgten Besetzungen in Fernsehserien wie Being Mary Jane und weitere Rollen in Filmproduktionen. 2018 war sie im Fernsehfilm Verborgenes Begehren – Die Rache in einer der Hauptrollen als Melissa zu sehen. 2020 hatte sie erneut eine Hauptrolle inne, dieses Mal im Fernsehfilm Die Pom Pom Morde als Audrey Anderson. 2021 verkörperte sie eine der Hauptrollen als Jennifer im Spielfilm Last Girl Survives – Dein Tod ist nah.

## Filmografie (Auswahl)
- 2010: Lifted
- 2011: Footloose
- 2014: Being Mary Jane (Fernsehserie, Episode 1x01)
- 2014: Dropped
- 2016: Almost Friends
- 2017: My Crazy Ex (Fernsehserie)
- 2017: Evil Things (Miniserie, Episode 1x05)
- 2018: Verborgenes Begehren – Die Rache (Stalked by My Doctor: Patient's Revenge, Fernsehfilm)
- 2019: Cross 3
- 2019: Christmas Matchmakers (Fernsehfilm)
- 2020: The Wrong Housesitter (Fernsehfilm)
- 2020: Deadly Mile High Club (Fernsehfilm)
- 2020: Die Pom Pom Morde (Ruthless Renegade, Fernsehfilm)
- 2020: Christmas Together (Fernsehfilm)
- 2021: The Wrong Mr. Right (Fernsehfilm)
- 2021: Last Girl Survives – Dein Tod ist nah (Women)
- 2021: Impropriety (Fernsehfilm)
- 2021: Danger in the Spotlight (Fernsehfilm)
- 2021: Dying to Marry Him
- 2021: Mr. Birthday
- 2022: Fatal Memory (Fernsehfilm)
- 2022: Killer Rivalry (Fernsehfilm)
- 2022: A Royal Christmas on Ice (Fernsehfilm)
- 2023: Sins of the Preacher’s Wife (Fernsehfilm)